# Archäologisches Museum Essenbach
Das Archäologische Museum Essenbach ist ein kleines archäologisches Museum im niederbayerischen Markt Essenbach im Landkreis Landshut. 
Das Museum zeigt schwerpunktmäßig die Besiedlungsgeschichte des mittleren Isartals und ist in zwei Dachgeschossräumen des Heimathauses untergebracht. Es wurde in Zusammenarbeit mit dem Bayerischen Landesamt für Denkmalpflege, der Landesstelle für die nichtstaatlichen Museen in Bayern, der Prähistorischen Staatssammlung und der Gemeindeverwaltung konzipiert und wurde im Juli 1997 eröffnet. Das Museum zeigt mehr als dreihundert Funde, die alle aus den 193 verschiedenen Fundplätzen im Gemeindegebiet von Essenbach stammen. Zu den ältesten Exponaten gehören Funde aus dem nahegelegenen Ort Altheim, der in den 1910er Jahren Namensgebend für die Altheimer Gruppe wurde. Das Museum zeigt unter anderem Funde aus einem bajuwarischen Reihengräberfeld und es veranschaulicht die schwierigen Bergungsarbeiten eines 55 t schweren römischen Ziegelbrennofens im Winter 1994.